# Boros (Sohn des Perieres)
Boros (altgriechisch Βῶρος Bṓros), der Sohn des Perieres, war in der griechischen Mythologie ein Thebaner.
Er heiratete Polydora, die Tochter des Peleus und der Antigone. Polydora gebar Menesthios – als dessen Vater wird jedoch nicht Boros, sondern der Flussgott Spercheios genannt.